# Valeriana asarifolia
Valeriana asarifolia är en kaprifolväxtart som beskrevs av Dufresne. Valeriana asarifolia ingår i släktet vänderötter, och familjen kaprifolväxter. Inga underarter finns listade i Catalogue of Life.